# Lucas Bravo
Pour les articles homonymes, voir Bravo.
Lucas Bravo, né le 26 mars 1988 à Nice, est un acteur et mannequin français.

## Biographie
Lucas Bravo est né 26 mars 1988 à Nice. Son père, Daniel Bravo, alors footballeur international français, jouait alors pour l'OGC Nice. Le père de celui-ci, José Bravo, d'origine catalane, avait fui l'Espagne franquiste pour se réfugier dans la région toulousaine. La mère de Lucas, Eva Bravo (née Benvenuti), d'origine corse , est une ancienne chanteuse qui a également animé une émission de télévision en Italie,.
Lucas a un frère aîné François-Philippe, un frère plus jeune Adrian et une sœur, Marie-Eva.
Il a toujours aimé le cinéma et décide de devenir comédien. À l'âge de 17 ans, il s'installe aux États-Unis pour étudier le théâtre. En 2010, de retour à Paris, il commence à passer des castings.
À partir de 2017, il intègre l’Actors Factory, un studio d’acteurs créé en 2010 par la coach Tiffany Stern, il y reste jusqu'en 2020.

## Carrière
En 2013, il décroche son premier rôle dans la série télévisée Sous le soleil de Saint-Tropez.
En 2020, il rejoint Emily in Paris en tant que personnage récurrent, le chef Gabriel, amant d'Emily.
En 2022, il partage l'affiche avec Julia Roberts et George Clooney dans le film Ticket to Paradise.
En 2024, il incarne le braqueur Bruno Sulak dans le film Libre, réalisé par Mélanie Laurent, distribué par Prime Video.

## Filmographie

### Cinéma

#### Longs métrages
- 2014 : La Crème de la crème de Kim Chapiron : Antoine Mufla
- 2015 : On voulait tout casser de Philippe Guillard : le surfeur
- 2022 : Ticket to Paradise d'Ol Parker : Paul
- 2022 : Une robe pour Mrs. Harris (Mrs. Harris Goes to Paris) d'Anthony Fabian : André Fauvel
- 2022 : The Honeymoon de Dean Craig : Giorgio
- 2024 : Les Femmes au balcon de Noémie Merlant : le voisin d'en face
- 2024 : Libre de Mélanie Laurent : Bruno Sulak
- 2025 : It's Christmas de Jamie Adams
- 2025 : Turn Up the Sun ! de Jamie Adams

#### Courts métrages
- 2013 : Subtitles d'Allan Duboux et Tom Leeb
- 2013 : Cracs de Nicolas Bonavita : Chris
- 2014 : Iwaa de Fabrice Garçon et Kévin Ossona
- 2017 : Beautiful Injuries de Judith Beauvallet : Frédéric
- 2019 : Caprice de Lavinia Jullien : Arsène
- 2019 : A Matter of Time de Kilian Huet : Alexander
- 2020 : Arrogance Bikini de Sacha Vucinic
- 2020 : Relation libre de Tiffany Stern
- 2021 : Loving de Thibaut Buccellato
- 2021 : Fantasma de Clelia Pagnotta et Elaura Thomasson : Jeremy
- 2021 : Mosaïque de Victor Boccard

### Télévision

#### Séries télévisées
- 2013 : Sous le soleil de Saint-Tropez : Jeff (saison 1, 2 épisodes : 4 et 11)
- 2014 : Sophie & Sophie : le nouveau
- 2015 : T.O.C. de Nicolas Bonavita (mini-série) : Adrien (1er épisode)
- 2016 : Plus belle la vie : Mathieu Grange (saison 13, 1 épisode)
- 2020-2024 : Emily in Paris : Gabriel
- 2025 : Merteuil de Jessica Palud : comte de Gercourt